# Ибрайбеков, Мадияр Сандыбаевич
Мадияр Сандыбаевич Ибрайбеков (4 сентября 1995, Москва, Россия) — казахстанский профессиональный хоккеист, защитник карагандинской «Сарыарки», выступающей в Pro Hokei Ligasy.

## Карьера
Воспитанник карагандинского хоккея.
С сезона 2011/12 выступает в системе команд клуба «Барыс». За эти годы провёл 184 игры в чемпионате Казахстана, 201 игр в МХЛ.
Начиная с сезона 2014/15 привлекается к играм КХЛ в составе «Барыса», за который провёл 24 игр.
Участник двух юниорских и трёх молодёжных чемпионатов мира.
Мастер спорта международного класса.
17 июля 2017 года Мадияр принял контракт «Барыса» на два сезона. После 2016—2017 году Мадияр, в составе хоккейного клуба «Номад» стал чемпионам Казахстана.

## Достижения
- — 2 место на чемпионате мира (дивизион 1B, U18) — 2012[источник не указан 2546 дней]
- — 1 место на чемпионате мира (дивизион 1B, U18) — 2013[источник не указан 2546 дней]
- — 2 место на чемпионате мира (дивизион 1B, U20) — 2013[источник не указан 2546 дней]
- — 2 место на чемпионате мира (дивизион 1B, U20) — 2014[источник не указан 2546 дней]
- — 1 место на чемпионате мира (дивизион 1B, U20) — 2015[источник не указан 2546 дней]
- — 1 место победитель «Euro Ice Нockey Сhallenge» — 2015[источник не указан 2546 дней]
- — 1 место победитель «Euro Ice Нockey Сhallenge» — 2016[источник не указан 2546 дней]
- — 2 место XXVIII winter Universiade FISU — 2017[источник не указан 2546 дней]
- — 1 место VIII winter Asian games — 2017[источник не указан 2546 дней]
- — 1 место на чемпионате Казахстана — 2017[источник не указан 2546 дней]
- — 1 место победитель «Euro Ice Нockey Сhallenge» — 2018[источник не указан 2546 дней]
- — 3 место на чемпионате мира (дивизион 1A) — 2018[источник не указан 2546 дней]
- — 2 место на чемпионате Казахстана — 2018[источник не указан 2546 дней]
- — 2 место continental cup ice hockey — 2018[источник не указан 2546 дней]

## Хобби
С начало 2010 года Ибрайбеков Мадияр занимается музыкой, читает рэп, играет на гитаре и даже пишет музыку.
Одна из песен Мадияра в составе хоккейного клуба «Снежные Барсы» попала на сайт МХЛ.
Спортсмен занимаясь музыкой уже профессионально, решил подарить гимн в своём исполнение для фарм-клуба Fiftyone — champions (nomad) который доступен в iTunes и более 40 — мировых музыкальных сайтов[значимость факта?].